# Sanggan He
Der Sanggan He (桑乾河 / 桑干河,  Sānggàn Hé; dt. „Sanggan-Fluss“) ist der Oberlauf des Yongding He, des größten Nebenflusses des Hai He in China. 
Er fließt in Nordwest-Hebei und Nord-Shanxi. Sein Name (wörtlich: "Maulbeerbaum-trocken-Fluss") rührt daher, weil er der Überlieferung nach jedes Jahr zur Zeit der Maulbeerreife austrocknet. An seinem Hauptstrom liegt der Cetian-Stausee (Cetian shuiku 册田水库).
Seine Gesamtlänge beträgt 506 km, er hat ein Einzugsgebiet von 23.900 Quadratkilometern. Die wichtigsten Nebenflüsse sind Huliu He 壶流河, Yu He 御河, Yang He 洋河  und Hun He 浑河. 

### Nachschlagewerke
- Cihai („Meer der Wörter“), Shanghai cishu chubanshe, Shanghai 2002, ISBN 7-5326-0839-5